# جون براون
جون براون (انگلیسی: June Brown؛ زادهٔ ۱۶ فوریهٔ ۱۹۲۷ – ۳ آوریل ۲۰۲۲) بازیگر اهل بریتانیا بود.